# رنگدانه‌های کادمیوم
رنگدانه‌های کادمیوم دسته ای از رنگدانه‌ها هستند که در آن ترکیبات کادمیوم به عنوان یکی از اجزای شیمیایی تشکیل دهنده آن وجود دارد. 

## نمونه‌هایی از رنگدانه‌های کادمیوم در هنر

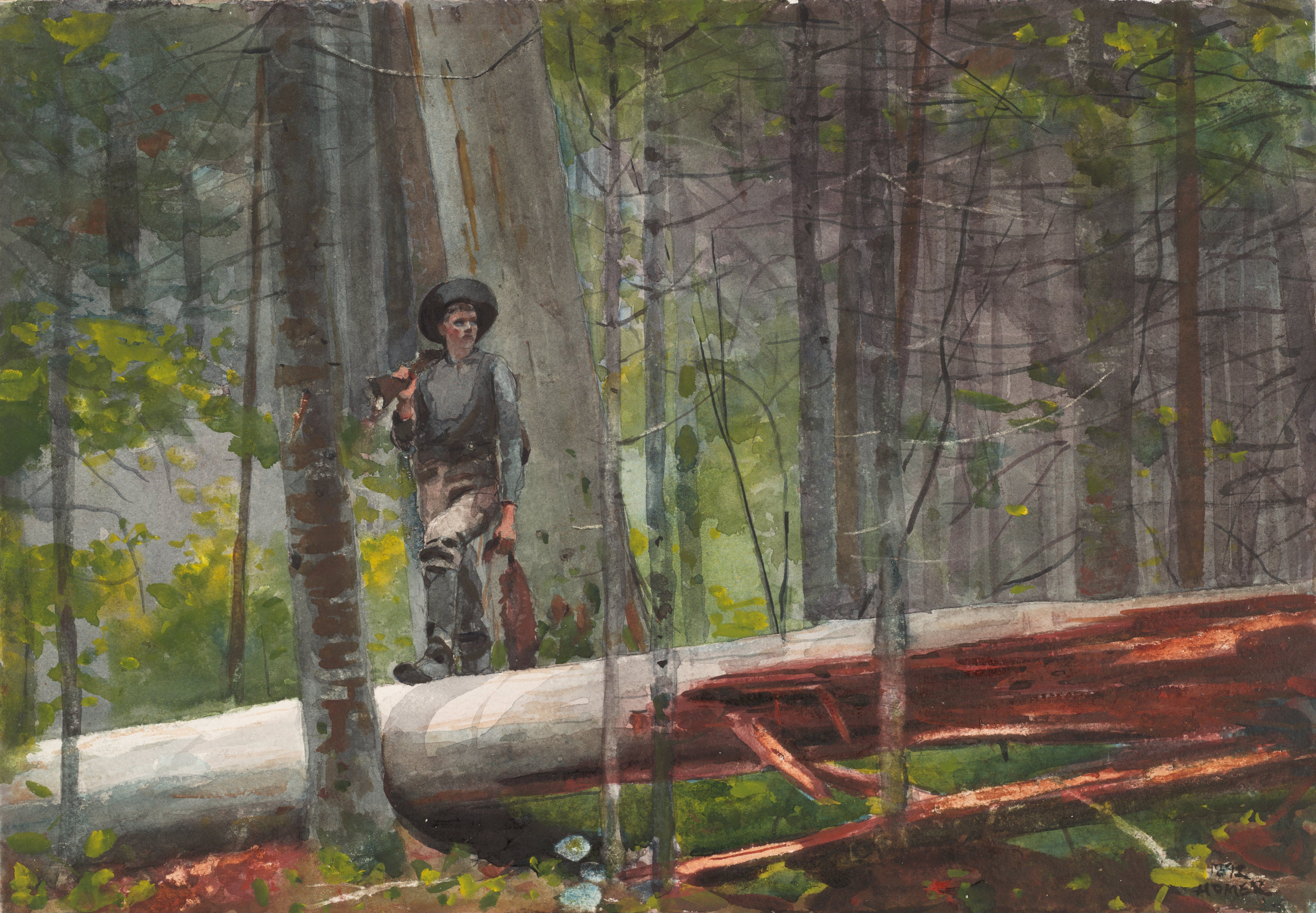
Winslow Home ، "شکارچی در آدروندکس" (۱۸۹۲)
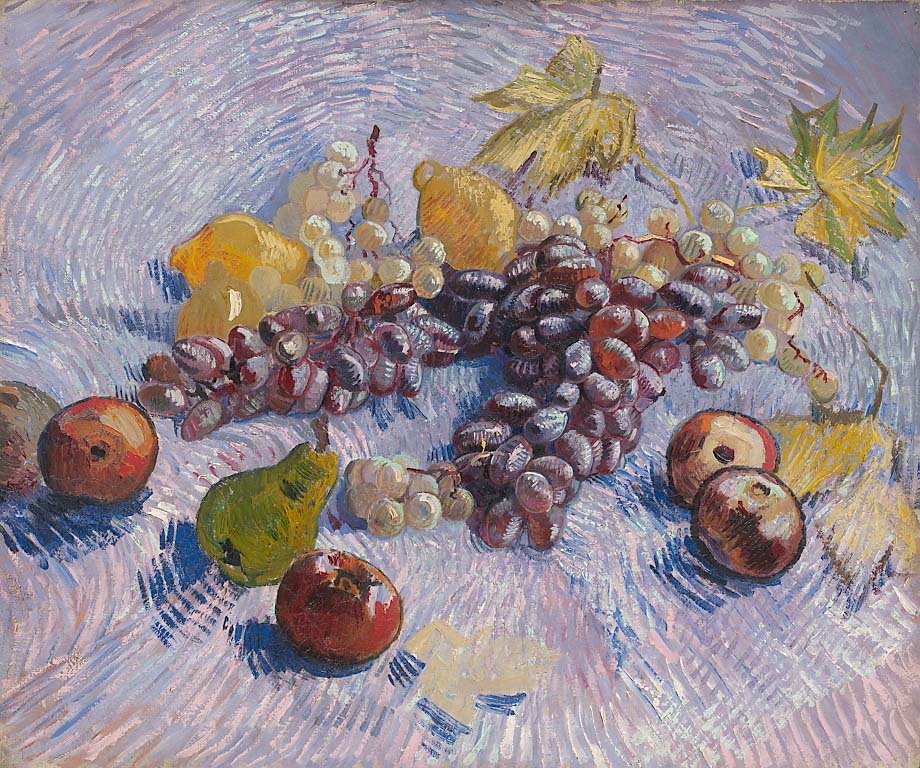
ونسان ون گوگ ، "انگور ، لیمو ، گلابی و سیب" (۱۸۸۷)
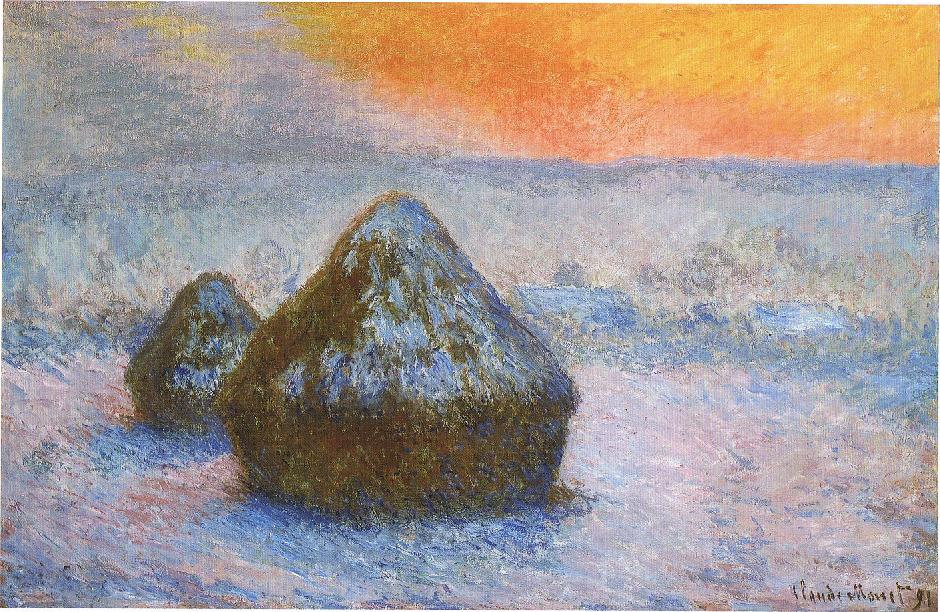
کلود مونه , "Gradstacks (غروب آفتاب ، اثر برف)" (۹۱-۱۹۹۰)
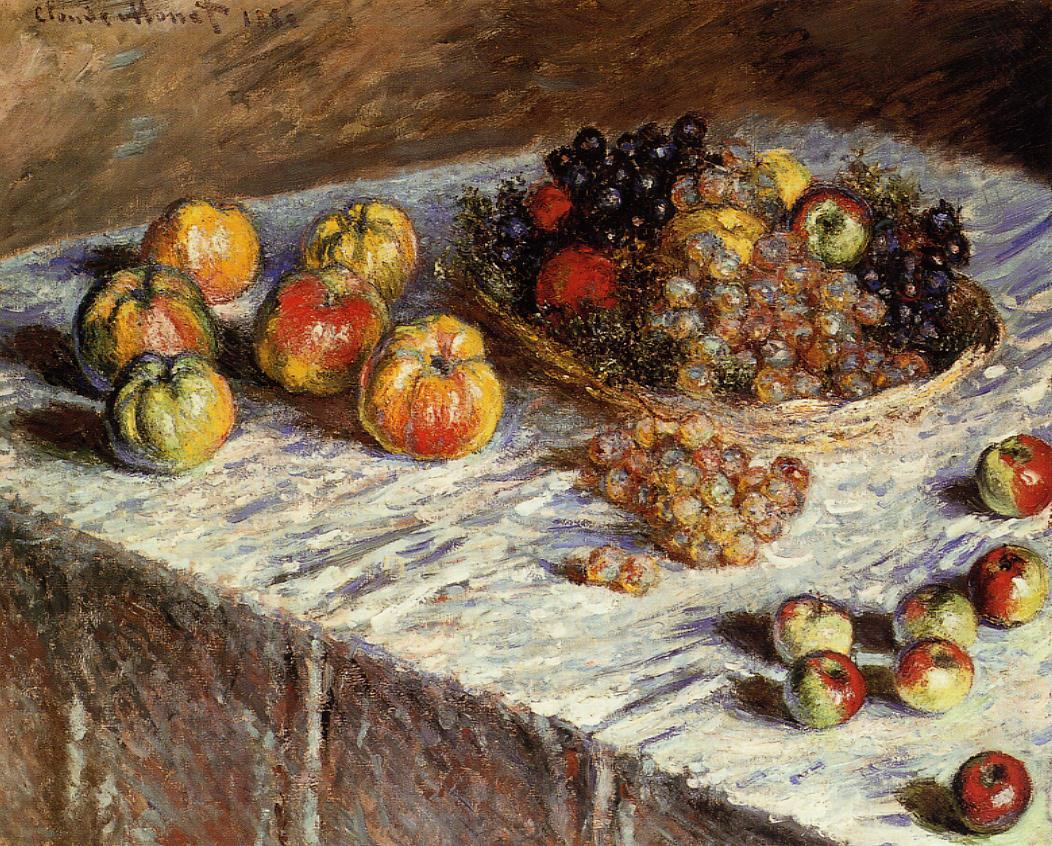
کلود مونه ، "هنوز هم زندگی با سیب و انگور" (۱۸۸۰)

## مطالعه بیشتر
- Fiedler, I.; Bayard, M. A. (1986). "Cadmium Yellows, Oranges and Reds".  In Feller, R. L. (ed.). Artists' Pigments: A handbook of their history and characteristics. Vol. 1. Oxford University Press. p. 65–108. ISBN 9780894680861.